# Guido Renzi
Guido Renzi  (n. Roma, 13 de febrero de 1939 - ) es un cantautor italiano de una larga trayectoria.

## Carrera
Después de graduarse con un diploma en contabilidad, empezó a estudiar en la facultad de literatura y filosofía en la "Universidad La Sapienza" en Roma una carrera que no terminó a causa de su traslado a Canadá donde empezó a trabajar como cantante, periodista y conductor de televisión en la televisión italiana Tele Italia.
Hizo su debut en la escena musical italiana en 1967, después de obtener un contrato con el sello RT.
En 1969 participó con su grupo en la Cantagiro donde canta su primer tema Amica mia. Al año siguiente, presentó su disco 45 rpm Tanto cara, con la que participó en Cantagiro de 1970.
Ambas canciones entraron en las listas de éxitos en Italia y se encuentran entre los 50 mejores sencillos para la venta: En el puesto 49.º con Amica mia y en el puesto 25 para  Tanto cara'.
Luego participó en un disco para el verano de 1972 con el tema Così,  una canción escrita por Roby Crispiano, mientras que al año siguiente con Qui nel buio,  participó en la Cantestate.
En 1976 fue la estrella de la comedia de los niños  Ciao luna, en la que recitó las canciones de Storia del bene e Storia del male.
Hizo giras por el exterior en países como Argentina, Chile y Uruguay, donde interpretó sus numerosos temas románticos.
En 1990 se trasladó a Canadá, donde, además de continuar con la carrera de cantante y locutor de radio, se desempeñó como profesor de lengua y cultura italiana en algunas escuelas secundarias.
En el cine tuvo una participación en el film italiano de 1979, La sposina, interpretadas por  Antiniska Nemour y Carlo De Mejo.
En 2001 se vuelve asociado de una de las primeras empresas freelance del Canadá, Ionenet SA, con el hijo Danilo Renzi quien, junto a Alphonse Langueduc y Andrea Deeangelis, expertos en sexualidad y seducción, inician una serie de proyectos en línea, como la red social Meetero. 
Renzi vive aún en la ciudad de Laval cerca de Montreal Canadá con su esposa.
En Argentina le rindieron un homenaje en la 41.ª entrega de los Premios Martín Fierro.

## Discografía

### Discos de 45 revoluciones
- 1967 - Chilimandjaro/il mondo in mano a noi (R.T.Club, RT 1544)
- 1969 - Amica mia/Vola canzone (Roman Record Company, RN 009)
- 1969 - Amica mia/Tu che m'hai preso il cuor (Roman Record Company, RN 009[4])
- 1970 - Tanto cara/Non si vive di soli ricordi (Cormorano, ZC 50037)
- 1971 - Una rosa per Maria/Lei (Cormorano, ZC 50179)
- 1971 - Buonanotte amore/Bella di giorno (Vedette, VVN 33218)[5]
- 1972 - Così/Qui nel buio (Vedette, VVN 33237)
- 1975 - Un'ora/Il tempo dell'amore (Idea, IS 100)
- 1976 - Storia del bene/Storia del male (Aris, AN 414)

### Discos de 33 revoluciones
- 1975 - Amica mia  (Idea, ID 109)
- 1984 - Un cantautore senza età (Time Records, AZL001)

### CD
- 1996 - Amica mia (Duck Records, DGCD 142)
- 2000 - Una lunga storia d'amore (Duck Records; versiones de canciones de otros artistas)
- 2001 - Concerto dal vivo (publicado en Canadá)